# Joanna Hayesová
Joanna Hayesová (23. prosince 1976 Williamsport) je americká atletka specializující se na krátké překážkářské tratě, olympijská vítězka v běhu na 100 metrů překážek z roku 2004.

## Sportovní kariéra
V roce 1995 se stala juniorskou mistryní USA v běhu na 100 metrů překážek. Po přechodu do kategorie dospělých na své úspěchy z mládí navázala až v roce 2002, kdy se stala vicemistryní USA v této disciplíně a zároveň zvítězila na Panamerických hrách. Svého největšího úspěchu dosáhla na olympiádě v Athénách v roce 2004, když se stala olympijskou vítězkou na 100 metrů překážek.